# Speleoithona bermudensis
Speleoithona bermudensis is een eenoogkreeftjessoort uit de familie van de Speleoithonidae. De wetenschappelijke naam van de soort is voor het eerst geldig gepubliceerd in 1993 door Rocha C.E.F. & Iliffe.